# Ivan Sokolov
Ivan Sokolov (Sarajevo, 13 juni 1968) is een Nederlandse schaker van Bosnische afkomst. Zijn FIDE-rating was in 2017 2625. Hij is sinds 1987 grootmeester en hij was twee keer kampioen van Nederland. Hij is getrouwd met een Nederlandse. 

## Loopbaan

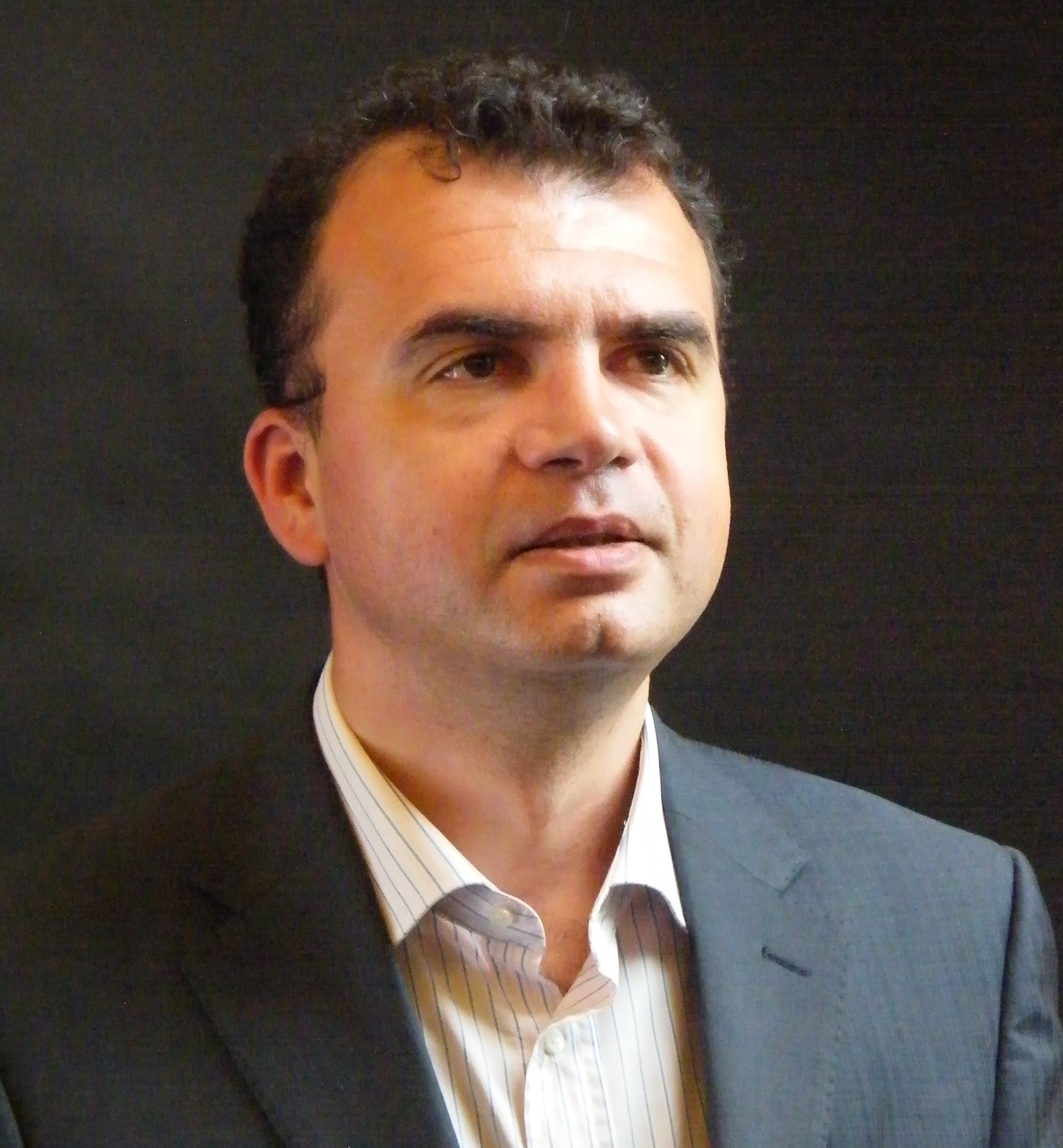
Sokolov in 2010

Sokolov heeft het schaken van zijn vader geleerd. Zijn grote voorbeeld was Aleksandr Aljechin van wie hij alle partijen nagespeeld en bestudeerd heeft.
In 1987 won hij toernooien in Portorož, Stockholm (met Michail Goerevitsj) en Belgrado. Sokolov werd in 1987 grootmeester (GM) en in 1988 kampioen van Joegoslavië. Toen in 1992 de oorlog in Bosnië uitbrak kon hij niet terug naar zijn woonplaats Sarajevo; hij vestigde zich, evenals Predrag Nikolić, in 1993 in Nederland. In 1995 en 1998 werd hij kampioen van Nederland, in 2002 nam hij de Nederlandse nationaliteit aan.
Sokolov werd uitgeroepen tot schaker van het jaar 2003. In 2005 werd hij met het Nederlands team Europees kampioen.
In april 2009 sloot hij zich aan bij de Bosnische Schaakbond. In 2010 organiseerde hij het Bosna Open in Sarajevo en was hij kandidaat voor het ambt van vice-president van de European Chess Union. In december 2010 sloot hij zich weer aan bij de Schaakbond in Nederland.
In december 2012 won hij met Anish Giri, Sergej Tiviakov en Jan Smeets in Abu Dhabi het Wereldkampioenschap schaken voor stedenteams namens Hoogeveen (Drenthe); Bakoe (Azerbeidzjan) eindigde als tweede.
Bij gelegenheid van het Hoogeveen Schaaktoernooi 2017 speelde hij een match over zes partijen tegen Jorden van Foreest. Sokolov won met 3,5-2,5.

## Belangrijkste toernooi-overwinningen

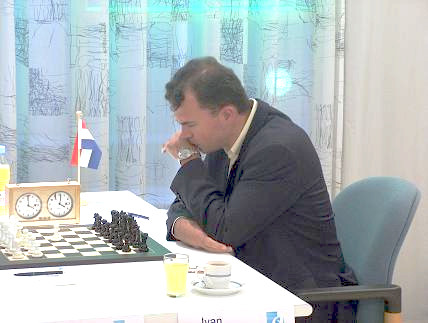
Sokolov tijdens Essent-toernooi

| jaar | toernooi                              |  | jaar | toernooi                                     |
| ---- | ------------------------------------- |  | ---- | -------------------------------------------- |
| 1987 | Portoroz                              |  | 1999 | Lost Boys Toernooi (Kroongroep)              |
| 1988 | Joegoslavisch kampioenschap           |  | 2000 | Selfoss                                      |
| 1988 | Biel                                  |  | 2000 | Zeeland Schaaktoernooi, Vlissingen           |
| 1990 | Maribor                               |  | 2000 | Lost Boys Toernooi                           |
| 1991 | Politiken Cup (Kopenhagen)            |  | 2000 | 1e Europese kampioenschap rapidschaak (Neum) |
| 1991 | Nikšić                                |  | 2001 | Reykjavík                                    |
| 1991 | Stary Smokovec                        |  | 2002 | Selfoss                                      |
| 1993 | Portorož                              |  | 2003 | Sarajevo                                     |
| 1994 | Akureyri                              |  | 2003 | Sellfoss                                     |
| 1995 | Nederlands kampioenschap schaken 1995 |  | 2004 | Essent (Hoogeveen)                           |
| 1995 | Ter Apel                              |  | 2005 | Sarajevo                                     |
| 1995 | Sigeman & Co (Malmö)                  |  | 2006 | Staunton Memorial                            |
| 1995 | Antwerpen                             |  | 2008 | Schaaktoernooi Hoogeveen                     |
| 1997 | Leeuwarden                            |  | 2012 | Wereld open (schaken)                        |
| 1998 | Dresden (zone-toernooi)               |  |      |                                              |
| 1998 | Hastings                              |  |      |                                              |
| 1998 | NK Schaken                            |  |      |                                              |

## Nederlands kampioenschap
Sokolov debuteerde in 1994 met een gedeelde 4e/5e plaats op het Nederlands kampioenschap. Het jaar daarop won hij dit toernooi met 9½ uit 11. In 1996 deelde hij de 1e plaats met Jan Timman, maar verloor de play-off. In 1997 werd hij gedeeld 3e/4e. In 1998 won hij het toernooi voor de tweede keer. In 1999 werd hij 6e. Daarna werd Sokolovs deelname minder frequent. In 2002 werd hij 3e, in 2004 3e/4e en in 2006 2e. In 2007 werd hij gedeeld 3e.

## Schaakteams
Sokolov nam 12 keer deel aan een Schaakolympiade.

Sokolov speelde in 1988 (in Thessaloniki) en 1990 (in Novi Sad) voor Joegoslavië en van 1992 tot en met 2000 voor Bosnië en Herzegovina op de Schaakolympiade; met dit team behaalde hij in 1994 in Moskou de tweede plaats. In 2002, 2004 en 2006 speelde hij voor Nederland, in 2006 aan het eerste bord. In 2010 speelde hij voor Bosnië en Herzegovina, in 2012 speelde hij weer voor Nederland.
Sokolov nam acht keer deel aan het Europees Schaakkampioenschap voor landenteams: in 1989 met Joegoslavië, in 1992, 1997 en 1999 met Bosnië en Herzegovina, en in 2005, 2007, 2011 en 2013 met Nederland. Het Nederlandse team werd in 2005 in Göteborg Europees kampioen. Het Joegoslavische team werd in 1989 in Haifa tweede. In 2013 behaalde hij in Warschau het beste individuele resultaat aan het tweede bord.
Bij het Wereldkampioenschap schaken voor landenteams was hij in 2013 lid van het Nederlandse team.

## Schaakverenigingen
In de Nederlandse competitie speelde Sokolov van 1995 tot 2006 voor De Variant (Breda). Van 2006 tot 2010 kwam hij in de competitie uit voor Schaakclub Groningen. Sinds september 2010 was Sokolov lid van JSV SISSA, en speelde hij zijn partijen in de promotieklasse van de Noordelijke Schaakbond. In seizoen 2016/17 speelde hij voor Charlois Europoort. In 1996 t/m 2003 en in 2005 t/m 2007 werd hij met zijn team kampioen van Nederland.
In de Duitse bondscompetitie speelde hij van 1997 tot 2006 voor SG Porz en werd met deze vereniging in 1998, 1999, 2000 en 2004 kampioen van Duitsland. In seizoen 2013/14 stond hij ingeschreven bij SV 1930 Hockenheim, maar werd niet ingezet. In de Oostenrijkse bondscompetitie werd hij met SC Margareten in 1994 en 1995 kampioen van Oostenrijk. In de Zweedse competitie speelde Sokolov van 2000 tot 2004 voor Limhamns SK. In de Franse bondscompetitie speelde Sokolov in 2002/03 en in 2003/04 bij Clichy-Echecs-92, in 2005/06 bij C.E.M.C. Monaco, in 2009/10 en 2010/11 bij A.J.E. Noyon en met ingang van seizoen 2012/13 bij L'Echiquier Chalonnais. Sokolov won de Britse Four Nations Chess League in 2005 en in 2006 met Wood Green. In België werd Sokolov in 2004 kampioen met KSK 47 Eynatten, en in 2009 met Schachfreunde Wirtzfeld waar hij speelde tot 2011, sinds 2011 speelt hij voor de Koninklijke Gentse Schaakkring Ruy Lopez.
In de Spaanse competitie speelde Sokolov van 2003 tot 2005 voor CA Intel-Tiendas UPI Mancha Real, waarmee hij in 2004 kampioen werd, en in 2014 voor Gros XT. In de hoofdklasse (Premijer Liga) van Bosnië en Herzegovina speelde Sokolov bij Bosna Sarajevo waarmee hij in 2002, 2004, 2005, 2008 en 2009 landskampioen werd. Bij 14 edities van de European Club Cup speelde Sokolov voor Bosna Sarajevo en won met dit team in 1994, 1999, 2000 en 2002.

## Partij
In 1999 won Sokolov bij het Corus-toernooi (in Wijk aan Zee) in een spectaculaire partij in 28 zetten van de wereldkampioen Garri Kasparov. 

Sokolov – Kasparov (Nimzo-Indisch). 1. d4 Pf6 2. c4 e6 3. Pc3 Lb4 4. e3 0-0 5. Ld3 d5 6. Pf3 c5 7. 0-0 Pc6 8. a3 Lxc3 9. b2xc3 Dc7 10. Dc2 d5xc4 11. Lxc4 e5 12. Ld3 Te8 13. e4 e5xd4 14. c3xd4 Lg4 15. e5 Lxf3 16. e5xf6 Pxd4 17. Lxh7+ Kh8 18. f6xg7+ Kxg7 19. Lb2 Tad8 20. g2xf3 Th8 21. Kh1 Txh7 22. Tg1+ Kh8 23. Tg3 De5 24. Tag1 Th4 25. Dc1 Kh7 26. Db1+ Kh8 27. Df1 De6 28. Dg2 (1-0)

## Boeken
- Sokolov’s Best Games, Everyman Chess, Cadogan 1997 ISBN 1-85744-128-1.
- Winning Chess Middlegames: An Essential Guide to Pawn Structures, New in Chess, Alkmaar 2009. ISBN 978-90-5691-264-2.
- The Ruy Lopez Revisited, New In Chess, Alkmaar 2009. ISBN 978-90-5691-297-0.
- The strategic Nimzo-Indian. Vol. 1: A complete guide to the Rubinstein Variation. New in Chess, Alkmaar 2012. ISBN 978-90-5691-378-6.
- Ivan's Chess Journey. Games and Stories. Thinkers Publishing, Gent 2016. ISBN 9789082256659.